# Кентон (Делавэр)
Кентон (англ. Kenton) — город в округе Кент в штате Делавэр США. По данным переписи 2020 года, численность населения составляла 215 человек.

## Население
| 1880 | 2010 | 2020 |
| ---- | ---- | ---- |
| 107  | ↗261 | ↘215 |